# Unknown Mortal Orchestra
La Unknown Mortal Orchestra è un gruppo musicale neozelandese originario di Auckland e attivo dal 2010.
Gli Unknown Mortal Orchestra (noti anche come UMO ) sono un gruppo rock psichedelico neozelandese formatosi ad Auckland , composto principalmente dal cantante, chitarrista e cantautore Ruban Nielson e dal bassista Jacob Portrait . La band ha sede a Portland, Oregon . Nielson ha fondato la band nel 2009, inizialmente come progetto solista. Il primo album della band è stato pubblicato nel 2011 su Fat Possum Records ; quattro album in studio successivi sono stati pubblicati su Jagjaguwar , il più recente dei quali è V (2023).

## Storia

### Inizio
Dopo un certo successo nella sua nativa Nuova Zelanda con la band The Mint Chicks , Ruban Nielson si è trasferito a Portland nel 2007. Il cantante e chitarrista ha pubblicato il brano "Ffunny Ffriends" sul suo profilo anonimo Bandcamp il 17 maggio 2010.  Nessuna ulteriore informazione è stato fornito e nessuna menzione di chi lo ha creato. Nel giro di un giorno, la canzone ha ricevuto una copertura significativa da blog musicali indipendenti come Pitchfork .  Attraverso la loro ripubblicazione e i tentativi di dare la caccia al creatore,  Nielson alla fine rivendicò la traccia come Unknown Mortal Orchestra.

### Unknown Mortal Orchestra
L'album omonimo di debutto della band è stato pubblicato il 21 giugno 2011 su Fat Possum Records. L'album ha ricevuto il plauso della critica. Nielson ha promosso una "Kiwi Edition" dell'album sul suo Instagram, che include una traccia bonus. Pitchfork ha dato all'album un 8.1, descrivendo che con "un uso esperto dello spazio raro per un disco così lo-fi, UMO riesce a creare una qualità immersiva e psichedelica unica senza fare affidamento sulla solita gamma di effetti strappa-bong".
Nella primavera del 2012, la band ha vinto il Taite Music Prize per l'album. Sebbene la Unknown Mortal Orchestra nominata non abbia vinto il miglior album alternativo, Nielson ha portato a casa il titolo di miglior artista maschile al 47º Vodafone New Zealand Music Awards annuale.

### II
Nel settembre 2012, la Unknown Mortal Orchestra ha annunciato di aver firmato con i Jagjaguwar e di stare lavorando al loro secondo album. Il secondo album della Unknown Mortal Orchestra, II , è stato pubblicato il 5 febbraio 2013.  Il primo singolo dall'album, intitolato "Swim and Sleep (Like a Shark)", è stato inizialmente disponibile come 7" durante il loro tour con i Grizzly Bear. .
II ha ricevuto il plauso della critica. Nel novembre 2013 ha vinto il miglior album alternativo ai New Zealand Music Awards. II è stato nominato per il Taite Music Prize 2014, un premio musicale annuale assegnato al miglior album neozelandese. Clash Music ha dato all'album un punteggio di 9 su 10, dicendo "dall'apertura 'From The Sun', che ricorda la psichedelia di George Harrison, al tenero shuffle di Family Stone della chiusura di 'Secret Xtians', 'II' mostra sia un brillante calore nella sua produzione e un abile uso dello spazio che illuminano le composizioni superbamente realizzate di Nielson." Paste ha definito l'album "una versione moderna e ricca di beat della psichedelia degli anni '60, con un sacco di hook e fuzz per farti appassionare e farti sentire confuso". NME ha elogiato la capacità di Ruban di trasformare le sue canzoni in "opere di calda e indistinta bellezza".
Alla fine del 2012, la Unknown Mortal Orchestra ha capitalizzato il successo di II e ha intrapreso un tour mondiale. Il  è iniziato con spettacoli in Australia e spettacoli nella città natale in Nuova Zelanda, seguiti da diverse tappe in Europa. La band fece un lungo tour in tutto il Nord America con l'apertura Foxygen . Nel marzo 2013, la Unknown Mortal Orchestra è stata nominata uno dei 30 artisti imperdibili di Fuse TV al SXSW .  La Unknown Mortal Orchestra fece costantemente il tutto esaurito sia in Europa che in Nord America e, come risultato del loro successo on the road, annunciarono all'inizio di aprile che avrebbero prolungato il loro tour fino alla fine del 2013. Quell'estate la band si esibì in numerosi importanti festival europei, tra cui Roskilde Festival , Pukkelpop e Lowlands . [ citazione necessaria ]
Il 25 febbraio 2013, la Unknown Mortal Orchestra ha fatto il suo debutto televisivo americano, eseguendo "So Good At Being in Trouble" in Late Night with Jimmy Fallon .
Il 29 ottobre 2013, la band ha pubblicato un EP intitolato Blue Record .  Comprendeva tre versioni acustiche di brani tratti dal loro album precedente.

### Multi-Love
Il 5 febbraio 2015, la band ha annunciato il terzo album in studio, Multi-Love . Hanno pubblicato la traccia del titolo come primo singolo, che è stato designato "Best New Track" da Pitchfork .  Multi-Love è stato pubblicato il 26 maggio 2015. È stato ben accolto dalla critica. Rolling Stone ha commentato che " Multi-Love vede Nielson colorare fuori dagli schemi per una vibrante visione di connessione"  e Pitchfork ha elogiato l'orecchio di Nielson per come dovrebbe suonare qualcosa e ha definito l'album il suo "più completo".  I singoli "Multi-Love" e "Can't Keep Checking My Phone" sono stati entrambi nella lista A su 6 Music della BBC.
Dopo l'uscita, gli UMO hanno intrapreso un tour attraverso l'Europa, gli Stati Uniti e il Canada, con molte date esaurite. Il 12 agosto, gli UMO hanno eseguito "Multi-Love" in Late Night with Seth Meyers . Il  agosto hanno eseguito "Can't Keep Checking My Phone" su Conan . Il 16 febbraio 2016 la band si è esibita in Last Call con Carson Daly. "Can't Keep Checking My Phone" appare anche nel videogioco di calcio FIFA 16 .

### Sex & FoodeIC-01 Hanoi
Il quarto album in studio della band, Sex & Food , è stato pubblicato il 6 aprile 2018, raccogliendo molti elogi da parte della critica.
In una recensione su Reflektor Magazine, è stato detto quanto segue: "Il filo conduttore attraverso il catalogo UMO rimane forte; il frontman Ruban Nielson intona una voce piena di sentimento su uno sfondo di musica melodicamente ricca e ritmo fluido. Questo album si basa su molti sintetizzatori e le texture di batteria campionate introdotte nel precedente LP Multi-Love del 2015, ma offrono un percorso diverso. L'intero album è stato segretamente presentato in anteprima in SB-05, la puntata del 2017 di una traccia strumentale/ambient del giorno di Natale pubblicata digitalmente gratuitamente ascolta, Sex & Food rivela ogni canzone nella sua forma completa, una piacevole sorpresa."  A luglio, BBC Radio & 6Music ha nominato Sex & Food uno dei migliori album pubblicati nel 2018.
Dopo l'uscita, la band iniziò un tour globale con tappe in Nord America, Europa, Regno Unito, Asia, Nuova Zelanda e Australia, con molte date esaurite. Nel settembre 2018 hanno annunciato l'uscita di un album strumentale nato dalle sessioni di Sex & Food , intitolato IC-01 Hanoi . È stato pubblicato il 26 ottobre 2018.

### V
Il 25 giugno 2021, la band ha pubblicato "Weekend Run", il suo primo vero singolo da Sex & Food del 2018. La canzone è stata pubblicata tramite l'etichetta di lunga data della band Jagjaguwar. Della nuova canzone, Ruban Nielson ha detto: "Alla fine non do per scontato di avere il lavoro perfetto: lavoro davvero per fare musica che sistemi la giornata di qualcuno nel modo giusto e penso che ciò traspaia" Weekend Run.'" Più tardi, il 4 agosto, pubblicarono un secondo singolo "That Life".
Il 25 ottobre 2022, la band ha annunciato un tour negli Stati Uniti e nel Regno Unito nel 2023 a sostegno di un prossimo doppio album e ha pubblicato il singolo "I Killed Captain Cook". Il  febbraio 2023, la band ha annunciato il doppio album V , che è stato pubblicato il 17 marzo 2023 tramite Jagjaguwar, e ha pubblicato il singolo "Layla".  Il 21 febbraio è uscito “Nadja”, il quinto singolo di V.

## Formazione
Membri attuali
- Ruban Nielson – voce, chitarra, batteria, basso, piano, tastiera, sintetizzatore (2010–presente)
- Jacob Portrait – basso, sintetizzatore, cori (2010–presente)
- Kody Nielson – batteria, percussioni, sintetizzatore, cori (2018–presente)

Turnisti
- Quincy McCrary – tastiera, sintetizzatore, cori (2015–2018; 2019)
- Chris Nielson – tastiera, sintetizzatore, sassofono, cori (2018–presente)

Ex membri
- Julien Ehrlich – batteria (2010–2012)
- Gregory Rogove – batteria, cori (2012–2013)
- Riley Geare – batteria, cori (2013–2017)
- Amber Baker – batteria (2017–2018)
- Thomas "Mabus" Hoganson – tastiera, sintetizzatore, cori (2018)

## Discografia
- 2011 - Unknown Mortal Orchestra
- 2013 - II
- 2015 - Multi-Love
- 2018 - Sex & Food
- 2018 - IC-01 Hanoi (album strumentale)
- 2023 - V
- 2025 - IC-02 Bogotá

## Premi
- New Zealand Music Awards
  - 2015: "Best Alternative Album" (Multi-Love)
- Independent Music New Zealand
  - 2012: "Taite Prize"
- APRA Silver Scroll (2015)